# Джиммі Чемберлен
Джиммі Чемберлен (англ. Jimmy Chamberlin); нар. 10 червня 1964) — американський музикант, найбільш відомий як барабанщик альтернативного гурту The Smashing Pumpkins.